# Eluens
Het eluens is de bewegende fase in een chromatografisch proces, die het te analyseren of te scheiden monster over de drager en/of door een scheidingskolom (de stationaire fase) verplaatst. Het begrip eluens kan van toepassing zijn op elk medium, maar wordt meestal verstaan als de loopvloeistof in de vloeistofchromatografie. Zo'n vloeibaar eluens wordt gebruikt bij dunnelaagchromatografie (TLC), high-performance liquid chromatography (HPLC) en papierchromatografie. Bij gaschromatografie (GC) wordt draaggas  gebruikt.

## Gebruik
Er zijn vloeistoffen die voor vele componenten goed oplosbaar zijn en daarom vaak als eluens worden gebruikt: water, methanol, acetonitril, n-pentaan en di-ethylether. Soms worden aan het eluens ook nog zouten toegevoegd, die de scheiding beïnvloeden of de detectie van de componenten verbeteren. Een voorbeeld is het gebruik van bufferzouten om het eluens op een bepaalde pH te zetten. Bij gebruik van een massaspectrometer als detector kunnen zouten toegevoegd worden die helpen bij de ionisatie, zoals ammoniumacetaat en mierenzuur.
In de gaschromatografie zal vaak helium als eluens gebruikt worden.  Helium is een zeer inert gas en zal dus nooit met de te analyseren componenten in de gasfase reageren. Om dezelfde reden kan stikstof of koolstofdioxide gebruikt worden. 
Componenten hebben een verschillende oplosbaarheid in verschillende oplosmiddelen. Door nu gedurende een meting de samenstelling van het eluens te veranderen (gradiënt), kan een betere scheiding van deze componenten worden verkregen.  In de GC wordt een gradiënt gerealiseerd door de temperatuur tijdens de bepaling langzaam te verhogen.

## Etymologie en terminologie
Het werkwoord elueren is afkomstig uit het Latijn en betekent uitwassen, uitspoelen. De fysieke opbrengst van het scheidingsproces wordt eluaat genoemd. De termen hebben in de chromatografie betrekking op een proces dat doelbewust op gang wordt gebracht.
In de milieuchemie worden deze termen ook gebruikt voor processen die een scheiding door uitwassing of uitspoeling teweegbrengen, maar het betreft dan gewoonlijk spontane, natuurlijke processen.